# Binnisz
Binnisz (arab. بنش) – miasto w Syrii, w muhafazie Idlib. W 2004 roku liczyło 21 848 mieszkańców.
Siedziba poddystryktu Binnisz.